# Liste des agences fédérales des États-Unis
Le gouvernement fédéral des États-Unis comprend la branche exécutive, la branche législative et la branche judiciaire. Chacune de ces branches comprend des agences fédérales.
Le pouvoir exécutif américain comprend le Bureau exécutif du président des États-Unis et les départements exécutifs fédéraux, dont les secrétaires sont membres du cabinet des États-Unis.
La majorité des agences gouvernementales indépendantes sont aussi classées comme agences exécutives ; elles sont dites indépendantes car elles ne sont subordonnées à aucun membre du cabinet. Il existe un petit nombre d'agences indépendantes qui ne sont pas considérées comme faisant partie de la branche exécutive comme la bibliothèque du Congrès et le Congressional Budget Office, qui sont administrées directement par le Congrès et sont donc considérées comme des agences de la branche législative. Il existe une seule agence indépendante qui dépend de la branche judiciaire, la United States Sentencing Commission.

## Branche législative
- Congressional Budget Office (CBO)
- Government Accountability Office (GAO)
- Bureau d'impression du gouvernement des États-Unis (USGPO)
- Office of Congressional Accessibility Services (OCAS)
- Office of the Attending Physician (OAT) (en)
- Office of Congressional Workplace Rights (OCWR) (en)
- United States Capitol Guide Service (en)

Le Congrès possède aussi des agences administratives spéciales :
- Police du Capitole des États-Unis (USCP), la police chargée de la sécurité du Congrès.
- Architect of the Capitol (AOC) (en), chargé du bâtiment du Capitole, incluant le Capitol Visitor Center (CVC) (en) et le Jardin botanique des États-Unis (USBG)

La branche législative est également responsable de la Bibliothèque du Congrès (LOC) qui administre divers programmes, agences et services :
- Global Legal Information Network (GLIN) (en)

- Service de recherche du Congrès (CRS)
- United States Copyright Office (USCO) et le Copyright Royalty Board (CRB) (en)
- National Library Service for the Blind and Print Disabled (NLS) (en)

## Branche judiciaire
- Marshal de la Cour suprême des États-Unis
- Police de la Cour suprême des États-Unis (SCOTUS Police)
- Administrative Office of the United States Courts (AO) (en)
- Federal Judicial Center (FJC) (en)
- Judicial Conference of the United States (JCUS) (en)
- Judicial Panel on Multidistrict Litigation (JPML) (en)
- Commission de détermination des peines des États-Unis (USSC)
- Office of Probation and Pretrial Services System (en)
- Defender Sertvices (en)

### Cours spécialisées
- Cour d'appel des États-Unis pour les revendications des anciens combattants
- Cour d'appel des États-Unis pour les forces armées
- Cour d'appel des États-Unis pour le circuit fédéral
- United States Tax Court
- United States Court of Federal Claims
- Tribunal de commerce international des États-Unis
- United States bankruptcy court (en)
- United States Alien Terrorist Removal Court (en)
- United States Foreign Intelligence Surveillance Court
- United States Foreign Intelligence Surveillance Court of Review (en)

## Branche exécutive

### Bureau exécutif du président
- Conseil de sécurité nationale (NSC)
- National Space Council
- United States Homeland Security Council (HSC) (en)
- Council of Economic Advisers
- Council on Environmental Quality (CEQ) (en)
- President's Intelligence Advisory Board (PFIAB)
- Office of Administration (en)
  - Bureau de la gestion et du budget
  - Office of Information and Regulatory Affairs (OIRA) (en)
  - Office of Federal Financial Management (OFFM) (en)
  - Office of Federal Procurement Policy (OFPP) (en)
  - Office of E-Government & Information Technology (OFCIO) (en)
    - United States Digital Service

  - Office of the Intellectual Property Enforcement Coordinator (OIPEC)
- Office of National Drug Control Policy (ONDCP) (en)
- Office of the National Cyber Director (en)
- Office of Science and Technology Policy
- Bureau du représentant américain au commerce
- Office of the Vice President of the United States (en)

#### Bureau de la Maison-Blanche
La Maison-Blanche possède le White House Office (en), directement rattaché au Bureau exécutif du président des États-Unis, qui possède différentes agences et bureaux nécessaires à son fonctionnement :
- Bureau du Chef de cabinet de la Maison-Blanche
- Bureau du Conseiller à la sécurité nationale
- United States Domestic Policy Council (DPC) (en)
- National Economic Council
- White House Cabinet Secretary (en)
- Bureau du Directeur de la communication de la Maison-Blanche
- Office of Digital Strategy (ODS) (en)
- Office of the First Lady of the United States (OFL) (en)
- White House Office of Intergovernmental Affairs (IGA) (en)
- Office of Legislative Affairs
- Office of Management and Administration
- Office of Political Affairs
- Office of the Staff Secretary (en)
- Office of Records Management
- Office of Presidential Advance
- Presidential Personnel Office (PPO) (en)
- Office of Public Engagement (OPE) (en)
- Office of the Social Secretary (en)
- Porte-parole de la Maison-Blanche
- Conseiller juridique de la Maison-Blanche
- Oval Office Operations
- Bureau militaire de la Maison-Blanche
- White House Fellows

### Département de l'Agriculture
- Agricultural Marketing Service (en)
- Agricultural Research Service
- Animal and Plant Health Inspection Service
- Center for Nutrition Policy and Promotion (en)
- Commodity Credit Corporation
- Economic Research Service (en)
- Farm Service Agency (en)
- Food and Nutrition Service (en)
- Food Safety and Inspection Service (en)
- Foreign Agricultural Service (en)
- Grain Inspection, Packers and Stockyards Administration (en)
- National Institute of Food and Agriculture (en)
- Natural Resources Conservation Service (en)
- Risk Management Agency (en)
- Office of Rural Development (en)
- Rural Housing Service (en)
- Rural Utilities Service (en)
- Service des forêts des États-Unis
- Service national des statistiques agricoles

### Département du Commerce
- Bureau du recensement des États-Unis
- Bureau of Economic Analysis (en)
- Bureau of Industry and Security
- Economic Development Administration (en)
- Economics and Statistics Administration (en)
- Minority Business Development Agency (en)
- National Oceanic and Atmospheric Administration
  - National Environmental Satellite, Data, and Information Service
  - National Marine Fisheries Service
  - National Ocean Service
  - National Weather Service
- National Telecommunications and Information Administration
- United States Patent and Trademark Office
- National Institute of Standards and Technology
  - National Technical Information Service (en)

### Département de la Défense
Le NCIS ( Naval Criminel Investigation Service )  anciennement appelé Section d'enquête (Naval Investigative Service, ou NIS) est l'agence chargée de veiller à l'application des lois et des règlements de la marine militaire des États-Unis.

#### Bureau du secrétaire à la Défense
- Secrétaire à la Défense des États-Unis
- Secrétaire adjoint de la Défense des États-Unis
- Office of the Under Secretary of Defense for Research and Engineering (en)
- Sous-secrétaire à la Défense pour l'acquisition et le soutien
- Bureau du sous-secrétaire à la politique de Défense
- Office of the Under Secretary of Defense (Comptroller) (en)
- Office of the Under Secretary of Defense for Personnel and Readiness (en)
- Office of the Under Secretary of Defense for Intelligence and Security (en)
- Office of the General Counsel of the Department of Defense (en)
- Office of the Director of Cost Assessment and Program Evaluation (en)
- Office of the Director, Operational Test and Evaluation (en)
- Office of the Chief Information Officer of the Department of Defense
- Office of the Assistant Secretary of Defense for Legislative Affairs (en)
- Office of the Assistant Secretary of Defense for Special Operations and Low-Intensity Conflict (en)
- Office of the Assistant to the Secretary of Defense for Public Affairs (en)
- Office of the Assistant to the Secretary of Defense for Intelligence Oversight (en)
- Office of the Director of Administration and Management (en)
- Office of Net Assessment

##### Agences de la Défense
- Defense Advanced Research Projects Agency (DARPA)
- Defense Commissary Agency (DeCA) (en)
- Defense Contract Audit Agency (DCAA) (en)
- Defense Contract Management Agency (DCMA) (en)
- Defense Counterintelligence and Security Agency (DCSA) (en)
- Defense Finance and Accounting Service (DFAS) (en)
- Defense Health Agency (DHA) (en)
- Defense Information Systems Agency (DISA)
- Defense Legal Services Agency (DLSA) (en)
- Defense Logistics Agency (DLA)
- Defense POW/MIA Accounting Agency (DPAA)
- Defense Security Cooperation Agency (DSCA)
- Defense Threat Reduction Agency (DTRA)
- Missile Defense Agency (MDA)
- Pentagon Force Protection Agency (PFPA) (en)
- Space Development Agency (SDA)

##### Agences nationales de renseignements
- Defense Intelligence Agency (DIA)
- National Geospatial-Intelligence Agency (NGA)
- National Reconnaissance Office (NRO)
- National Security Agency (NSA) qui dirige le Central Security Service (CSS)

##### Activités sur le terrain de la Défense
- Defense Human Resources Activity (DHRA) (en)
- Defense Media Activity (DMA) (en)
- Defense Technical Information Center (DTIC) (en)
- Defense Technology Security Administration (DTSA) (en)
- Department of Defense Education Activity (DDEA) (en)
- Department of Defense Test Resource Management Center (DODTRMC)
- Office of Economic Adjustment (OEA)
- Washington Headquarters Services (WHS) (en)

#### Universités et instituts de recherche
- Defense Acquisition University (DAU) (en)
- Uniformed Services University of the Health Sciences (en)
- Armed Forces Radiobiology Research Institute (en)
- National Defense University (NDU)
- National War College (NWC)
- Joint Forces Staff College (JSFC) (en)
- National Intelligence University (en)
- Dwight D. Eisenhower School for National Security and Resource Strategy
- College of International Affairs (CISA)
- College of Information and Cyberspace (CIC) (en)
- Institute for National Strategic Studies (INSS)

#### Commandements de combattants unifiés
- Commandement des États-Unis pour l'Afrique (USAFRICOM) (AF • AR (en) • NAV • MARFOR)
- Commandement central des États-Unis (USCENTCOM) (AF • AR • NAV • MARFOR (en))
- Commandement Nord des États-Unis (USNORTHCOM) (AR • NAV • MARFOR)
- Commandement des forces des États-Unis en Europe (USEUCOM) (AF • AR • NAV • MARFOR)
- Commandement Indo-Pacifique des États-Unis (USINDOPACOM) (AF • AR • NAV • MARFOR (en))
- Commandement sud des États-Unis (USSOUTHCOM) (AR • MARFOR (en) • NAV)
- Commandement spatial des États-Unis (USSPACECOM) (AR • SF)
- Commandement des opérations spéciales des États-Unis (USSOCOM) (AF • AR • MARFOR)
- Commandement stratégique des États-Unis (USSTRATCOM) (NAV • MARFOR)
- Cyber commandement des États-Unis (USCYBERCOM) (AF (en) • AR (en) • NAV (en) • MARFOR (en))
- Commandement des transports des États-Unis (AF • AR (en) • NAV • JECC (en))

#### Agences conjointes
- Comité des chefs d'état-major interarmées
- National Guard Bureau (en)
- Joint Personnel Recovery Agency (JPRA) (en)
- Cour d'appel des États-Unis pour les forces armées
- Armed Services Board of Contract Appeals (en)
- Army & Air Force Exchange Service (AAFES) (en)
- Bureau militaire de la Maison-Blanche
- United States Military Entrance Processing Command (USMPECOM) (en)
- Defense Microelectronics Activity

#### Département de l'Armée des États-Unis

##### Bureau du secrétaire à l'Armée des États-Unis
- Office of the Under Secretary of the Army (en)
- Office of the Assistant Secretary of the Army for Civil Works (en)
- Office of the Assistant Secretary of the Army for Acquisition, Logistics, and Technology (en)
- Office of the Assistant Secretary of the Army for Financial Management and Comptroller (en)
- Office of the Assistant Secretary of the Army for Installations, Energy and Environment (en)
- Office of the Assistant Secretary of the Army for Manpower and Reserve Affairs (en)
- Office of the Administrative Assistant to the Secretary of the Army (en)
- Office of the General Counsel of the Army (en)
- Bureau du Chef d'état-major de l'armée de terre des États-Unis

##### Commandements de l'U.S Army
- United States Army Forces Command
- United States Army Futures Command (AFC) (en)
- United States Army Materiel Command
- United States Army Training and Doctrine Command
- United States Army Reserve Command (USARC) (en)
- Army National Guard

##### Unités de rapport direct de l'armée américaine
- Cimetière national d'Arlington
- U.S. Army Acquisition Support Center (USAASC) (en)
- Corps du génie de l'armée des États-Unis (USACE)
- United States Army Criminal Investigation Command (CID)
- United States Army Human Resources Command (HRC) (en)
- United States Army Intelligence and Security Command (INSCOM)
- United States Army Medical Command (MEDCOM)
- United States Army Military District of Washington (MDW) (en)
- United States Army Test and Evaluation Command
- United States Army War College
- Académie militaire de West Point

#### Département de la Navy des États-Unis

##### Bureau du secrétaire à la Marine des États-Unis
- Bureau du sous-secrétaire à la Marine des États-Unis
- Bureau du secrétaire assistant à la Marine des États-Unis pour l'Énergie, les Installations et l'Environnement
- Bureau du secrétaire assistant à la Marine des États-Unis pour la Gestion financière
- Bureau du secrétaire assistant à la Marine des États-Unis pour la main d'œuvre et la réserve
- Bureau du secrétaire assistant à la Marine des États-Unis pour la recherche, le développement et l'acquisition
- Office of the General Counsel of the Navy (en)
- Office of the Naval Inspector General (en)
- Chef des opérations navales

##### Forces opérationnelles de la Marine des États-Unis
- Naval Special Warfare Command
- Operational Test and Evaluation Force (en)
- United States Navy Reserve

##### Bureaux au sol
- Board for Correction of Naval Records
- Bureau of Medicine and Surgery
- Bureau of Naval Personnel (en)
- Naval Air Systems Command (en)
- Naval Sea Systems Command (en)
- Naval District Washington (en)
- Naval Facilities Engineering Systems Command (en)
- Naval Supply Systems Command (en)

##### Unités de rapport direct de la marine américaine
- Drug Education for Youth
- Navy Enterprise Resource Planning
- Naval Acquisition Career Center
- Naval Audit Service
- Naval Center for Cost Analysis
- Naval Civil Law Support Activity
- Naval Criminal Investigative Service (NCIS)
- Naval Education and Training Command (NETC) (en)
- Naval History & Heritage Command
- Naval Information Warfare Systems Command (NAVWAR)
- Office of Naval Intelligence (ONI)
- Naval Legal Service Command (NLSC) (en)
- Naval Postgraduate School (NPS)
- Naval Research Laboratory (NRL)
- Naval Safety Center
- Naval War College (NWC)
- Navy Department Board of Decorations and Medals
- Commander, Navy Installations Command (CNIC) (en)
- Navy International Programs Office
- Navy Office of Community Outreach
- Navy Office of Information, East
- Navy Office of Information, West
- Navy Public Affairs Support Element
- Navy-Marine Corps Appellate Review Activity
- Navy-Marine Corps Trial Judiciary
- Office of Civilian Human Resources
- Office of Naval Research Global
- Office of Small Business Programs
- Secretary of the Navy’s Council of Review Boards
- Strategic Systems Programs
- Académie navale d'Annapolis
- United States Navy Band
- USS Constitution
- US Sending State Office for Italy
- Navy-Marine Corps Court of Criminal Appeals (NMCCA) (en)

#### United States Marine Corps(USMC)
- Marine Barracks, Washington, D.C. (en)
- Marine Corps Combat Development Command (MCCDC) (en)
- Marine Corps Installations Command (MCICOM) (en)
- Marine Corps Intelligence (MCI)
- Marine Corps Logistics Command (MARCORLOGCOM) (en)
- Marine Corps National Capital Region Command
- Marine Corps Recruiting Command
- Marine Corps Systems Command (MCSC) (en)
- Marine Corps Training and Education Command (TECOM)
- United States Marine Corps Forces Command (COMMARFORCOM) (en)
- Marine Corps Forces Korea
- Marine Corps Reserve (USMCR)
- Marine Security Guard
- Marine Corps Operational Test and Evaluation Activity (MCOTEA) (en)

### Département de l'Éducation
- Office of Federal Student Aid (en)
- Institute of Education Sciences (en)
- Centre américain des données statistiques en éducation
  - National Assessment of Educational Progress
  - Education Resources Information Center
- Office for Civil Rights (en)
- Office of Elementary and Secondary Education (en)
- Office of Postsecondary Education
- Office of Safe and Drug Free Schools (en)
- Office of Special Education and Rehabilitative Services (en)
- Office of Vocational and Adult Education (en)

### Département de l'Énergie
- Agence d'information sur l'énergie
- Federal Energy Regulatory Commission
- Laboratoires nationaux du département de l'Énergie des États-Unis
- National Nuclear Security Administration
- Power Marketing Administration (en)
  - Bonneville Power Administration
  - Southeastern Power Administration (en)
  - Southwestern Power Administration (en)
  - Western Area Power Administration (en)

### Département de la Santé et des Services sociaux
- Administration on Aging (en)
- Administration for Children and Families (en)
  - Administration for Children, Youth and Families
- Agency for Healthcare Research and Quality (en)
- Centres pour le contrôle et la prévention des maladies
  - National Institute for Occupational Safety and Health
    - National Center for Health Statistics
- Centers for Medicare and Medicaid Services (en)
- Food and Drug Administration
- Health Resources and Services Administration (en)
- Indian Health Service
- National Institutes of Health
- Substance Abuse and Mental Health Services Administration (en)

### Département de la Sécurité intérieure

#### Agences
- Agence fédérale des situations d'urgence
  - World Trade Center Captive Insurance Company (en)
- Cybersecurity and Infrastructure Security Agency
- Federal Law Enforcement Training Center (en)
- Transportation Security Administration
- United States Citizenship and Immigration Services (en)
- United States Coast Guard
  - Patrouille internationale des glaces
- Service des douanes et de la protection des frontières des États-Unis
  - United States Border Patrol
- U.S. Immigration and Customs Enforcement
- United States Secret Service

#### Bureaux
- Domestic Nuclear Detection Office (en)
- Office of Health Affairs
  - Office of Component Services
  - Office of International Affairs and Global Health Security
  - Office of Medical Readiness
  - Office of Weapons of Mass Destruction and Biodefense
- Office of Intelligence and Analysis
- Office of Operations Coordination
- Office of Policy
  - Homeland Security Advisory Council
  - Office of International Affairs
  - Office of Immigration Statistics (en)
  - Office of Policy Development
  - Office for State and Local Law Enforcement
  - Office of Strategic Plans
  - Private Sector Office

#### Gestion
- DHS Directorate for Management (en)

#### Programmes
- National Protection and Programs Directorate (en)
  - Federal Protective Service
  - Office of Cybersecurity and Communications
    - National Communications System (en)
    - National Cyber Security Division (en)
      - United States Computer Emergency Readiness Team

    - Office of Emergency Communications

  - Office of Infrastructure Protection
  - Office of Risk Management and Analysis
  - US-VISIT (en)
- DHS Directorate for Science and Technology (en)
  - Environmental Measurements Laboratory (en)
- Innovation/Homeland Security Advanced Research Projects Agency
- Office of Research
  - Office of National Laboratories
  - Office of University Programs
  - Program Executive Office, Counter Improvised Explosive Device
- Office of Transition
  - Commercialization Office
  - Long Range Broad Agency Announcement Office
  - Product Transition Office
  - Safety Act Office
  - Technology Transfer Office

##### Divisions
- DHS Science and Technology Border and Maritime Security Division (en)
- DHS Science and Technology Chemical and Biological Division (en)
- DHS Science and Technology Command, Control, and Interoperability Division (en)
- DHS Science and Technology Explosives Division (en)
- DHS Science and Technology Human Factors Division (en)
- DHS Science and Technology Infrastructure/Geophysical Division (en)

##### Instituts
- Business Operations Division
  - Executive Secretariat Office
  - Human Capital Office
  - Key Security Office
  - Office of the Chief Administrative Officer
  - Office of the Chief Information Officer
  - Planning and Management
- Corporate Communications Division
- Interagency and First Responders Programs Division
- International Cooperative Programs Office
- Operations Analysis Division
  - Homeland Security Studies and Analysis Institute
  - Homeland Security Systems Engineering and Development Institute
- Strategy, Policy and Budget Division
- Special Programs Division
- Test & Evaluation and Standards Division

### Departement du Logement et du Développement urbain

#### Agences
- Federal Housing Administration
- Federal Housing Finance Agency (en)

#### Bureaux
- Center for Faith-Based and Neighborhood Partnerships
- Departmental Enforcement Center
- Office of Community Planning and Development (en)
- Office of Congressional and Intergovernmental Relations
- Office of Equal Employment Opportunity
- Office of Fair Housing and Equal Opportunity
- Office of Field Policy and Management
- Office of the General Counsel
- Office of Healthy Homes and Lead Hazard Control
- Office of Hearings and Appeals
- Office of Labor Relations
- Office of Policy Development and Research
- Office of Public Affairs
- Office of Public and Indian Housing (en)
- Office of Small and Disadvantaged Business Utilization
- Office of Sustainable Housing and Communities

#### Coopératives
- Government National Mortgage Association (en)

### Département de l'Intérieur
- Bureau des affaires indiennes
- Bureau of Land Management
- Bureau of Reclamation
  - General Land Office
- Institut d'études géologiques des États-Unis
- Fish and Wildlife Service
- Minerals Management Service
- National Park Service
- Office of Insular Affairs (en)
- Office of Surface Mining (en)
  - National Mine Map Repository (en)
- Office for Oil Spills

### Département de la Justice
- Bureau du Procureur général des États-Unis
- Bureau du Procureur général adjoint des États-Unis
- Bureau du Procureur général associé des États-Unis
- Bureau du Avocat général des États-Unis
- Office of Special Counsel
- United States Department of Justice Antitrust Division (en)
- United States Department of Justice Civil Division (en)
- United States Department of Justice Civil Rights Division
- United States Department of Justice Criminal Division (en)
- United States Department of Justice Environment and Natural Resources Division (en)
- Justice Management Division (JMD) (en)
  - Civil forfeiture in the United States (en)
- National Security Division (NSD) (en)
- Tax Division (en)
- Bureau of Alcohol, Tobacco, Firearms and Explosives (ATF)
- Bureau fédéral des prisons (FBP)
  - Federal Prison Industries (FPI) (en)
  - National Institute of Corrections (NIC) (en)
- Community Relations Service (CRS) (en)
- Drug Enforcement Administration (DEA)
  - El Paso Intelligence Center (EPIC) (en)
  - Office of National Security Intelligence (en)
- Executive Office for Immigration Review (EOIR) (en)
- Board of Immigration Appeals (BIA) (en)
- Organized Crime Drug Enforcement Task Force (OCDETF) (en)
- Executive Office for United States Attorneys (EOUSA) (en)
- United States Trustee Program (en)
- Federal Bureau of Investigation (FBI)
  - Intelligence Branch (IB) (en)
  - National Security Branch (NSB)
    - Counterterrorism Division (CTD) (en)

  - Criminal, Cyber, Response, and Services Branch (CCRSB) (en)
    - Critical Incident Response Group (CIRG) (en)
    - National Center for the Analysis of Violent Crime (NCAVC) (en)
    - Crisis Negotiation Unit (CNU) (en)
    - Behavioral Analysis Unit (BAU)

  - Science and Technology Branch (STB) (en)
    - FBI Laboratory (en)
    - Criminal Justice Information Services Division (CJIS) (en)

  - Information and Technology Branch (ITB) (en)
  - Human Resources Branch (HRB) (en)
    - Académie du FBI

  - National Gang Intelligence Center (NGIC) (en)
- Foreign Claims Settlement Commission (FCSC) (en)
- INTERPOL - United States National Central Bureau
- Community Oriented Policing Services (COPS) (en)
- Office of Justice Programs (en)
  - Bureau of Justice Assistance (en)
  - Bureau of Justice Statistics
  - National Criminal Justice Reference Service (en)
  - National Institute of Justice (en)
  - Office of Juvenile Justice and Delinquency Prevention (en)
  - Office for Victims of Crime (en)
  - Office of Sex Offender Sentencing, Monitoring, Apprehending, Registering, and Tracking (en)
- Office of Legal Counsel (en)
- Office of Legal Policy (en)
- Office of the Pardon Attorney (en)
- Office on Violence Against Women (en)
- Bureau du Procureur des États-Unis
- United States Marshals Service
  - Justice prisoner and alien transportation system (JPATS)
- United States Parole Commission (en)
- Office of Information Policy
- Office of Legislative Affairs (en)
- Office of Public Affairs
- Office of Professional Responsibility
- Office of the Inspector General (en)
- Office of Tribal Justice
- Professional Responsibility Advisory Office

### Département du Travail

#### Agences
- Bureau of International Labor Affairs (en)
- Bureau of Labor Statistics
- Center for Faith-Based and Neighborhood Partnerships (en)
- Employee Benefits Security Administration (en)
- Employment and Training Administration (en)
- Job Corps (en)
- Mine Safety and Health Administration (en)
- Occupational Safety and Health Administration
- Pension Benefit Guaranty Corporation (en)
- Veterans' Employment and Training Service (en)
- Wage and Hour Division (en)
- United States Women's Bureau (en)

#### Conseils
- Administrative Review Board (Labor) (en)
- Benefits Review Board (en)
- Employees' Compensation Appeals Board (en)

#### Bureaux
- Office of Administrative Law Judges
- Office of the Assistant Secretary for Administration and Management
- Office of the Assistant Secretary for Policy
- Office of the Chief Financial Officer
- Office of the Chief Information Officer
- Office of Congressional and Intergovernmental Affairs
- Office of Disability Employment Policy
- Office of Federal Contract Compliance Programs (en)
- Office of Labor-Management Standards (en)
- Office of the Solicitor
- Office of Worker's Compensation Program
- Ombudsman for the Energy Employees Occupational Illness Compensation Program

### Département d'État

#### Agences

##### Reportant au secrétaire
- Bureau of Intelligence and Research (en)
- Bureau of Legislative Affairs (en)
- Office of the Legal Adviser (en)

##### Reportant au secrétaire adjoint à la gestion des ressources
- Executive Secretariat (en)
- Chief of Protocol of the United States
- Office of Civil Rights (en)
- Office of the Coordinator for Counterterrorism (en)
- United States Global AIDS Coordinator (en)
- Office of War Crimes Issues (en)
- Policy Planning Staff

##### Reportant au sous-secrétaire au contrôle des armes et à la sécurité internationale
- Bureau of International Security and Nonproliferation (en)
- Bureau of Political-Military Affairs (en)
- Bureau of Verification, Compliance, and Implementation (en)

##### Reportant au secrétaire pour la démocratie et aux affaires générales
- Bureau of Democracy, Human Rights, and Labor (en)
- Bureau of Oceans and International Environmental and Scientific Affairs (en)
- Bureau of Population, Refugees, and Migration (en)
- Office to Monitor and Combat Trafficking in Persons

##### Reportant au secrétaire pour l'économie, l'énergue et les affaires agricoles
- Bureau of Economic, Energy, and Business Affairs (en)

##### Reportant au sous-secrétaire à la gestion
- Bureau of Administration (en)
- Bureau of Consular Affairs (en)
  - Office of Overseas Citizens Services
- Bureau of Diplomatic Security (en)
  - Diplomatic Security Service
  - Office of Foreign Missions (en)
  - Bureau of Diplomatic Security (en)
- Bureau of Human Resources
  - Family Liaison Office
- Bureau of Information Resource Management (en)
- Bureau of Overseas Buildings Operations (en)
- Bureau of Resource Management (en)
- Foreign Service Institute (en)
- Office of Management Policy, Rightsizing and Innovation

##### Reportant au sous-secrétaire aux affaires politiques
- Bureau des affaires africaines
- Bureau of East Asian and Pacific Affairs
- Bureau of European and Eurasian Affairs (en)
- Bureau for International Narcotics and Law Enforcement Affairs
- Bureau of International Organization Affairs (en)
- Bureau of Near Eastern Affairs (en)
- Bureau of South and Central Asian Affairs (en)
- Bureau of Western Hemisphere Affairs (en)

##### Reportant au sous-secrétaire à la diplomatie et aux affaires publiques
- Bureau of Educational and Cultural Affairs (en)
- Bureau of International Information Programs (en)
- Bureau of Public Affairs (en)
  - Office of the Historian (en)
- Office of Policy, Planning and Resources for Public Diplomacy and Public Affairs

#### Missions diplomatiques permanentes
- United States Mission to International Organizations in Vienna
- United States Mission to the European Union
- United States Mission to the International Civil Aviation Organization
- United States Mission to the North Atlantic Treaty Organization
- United States Mission to the Organization for Economic Cooperation and Development
- United States Mission to the Organization of American States
- United States Mission to the Organization for Security and Cooperation in Europe (en)
- United States Mission to the United Nations (en)
- United States Mission to the UN Agencies in Rome (en)
- United States Mission to the United Nations Office and Other International Organizations in Geneva
- United States Observer Mission to the United Nations Educational, Scientific, and Cultural Organization
- United States Permanent Mission to the United Nations Environment Program and the United Nations Center for Human Settlements

### Département des Transports
Pour un article plus général, voir Département des Transports des États-Unis.

#### Agences
- Bureau of Transportation Statistics (en)
- Federal Aviation Administration
- Federal Highway Administration
- Federal Motor Carrier Safety Administration (en)
- Federal Railroad Administration (en)
- Federal Transit Administration
- Maritime Administration
- National Highway Traffic Safety Administration
- Pipeline and Hazardous Materials Safety Administration (en)
- Research and Innovative Technology Administration (en)
- Saint Lawrence Seaway Development Corporation (en)
- Surface Transportation Board

### Département du Trésor

#### Agences
- trade Bureau
- Bureau de la gravure et de l'impression
- Bureau of the Public Debt (en)
- Community Development Financial Institution Fund (en)
- Federal Consulting Group
- Financial Crimes Enforcement Network
- Financial Management Service (en)
- Internal Revenue Service
- Office of the Comptroller of the Currency
- Office of Financial Stability (en)
- United States Mint

#### Bureaux
- Office of Domestic Finance
- Office of Economic Policy
- Office of International Affairs
- Office of Tax Policy
- Office of Terrorism and Financial Intelligence
- Trésorier des États-Unis

### Département des Anciens combattants

#### Agences
- National Cemetery Administration
- Veterans Benefits Administration (en)
- Veterans Health Administration (en)

#### Bureaux
- Board of Veterans' Appeals
- Center for Faith-Based and Community Initiatives
- Center for Minority Veterans
- Center for Veterans Enterprise
- Center for Women Veterans
- Office of Advisory Committee Management
- Office of Employment Discrimination Complaint Adjudication
- Office of Survivors Assistance
- Small and Disadvantaged Business Utilization
- Veterans Service Organizations Liaison

## Agences indépendantes et Government Corporations
- Administrative Conference of the United States (en)
- Advisory Council on Historic Preservation (en)
- African Development Foundation (en)
- Amtrak
- Central Intelligence Agency
- Commission on Civil Rights
- trading Commission
- Consumer Product Safety Commission
- Corporation for National and Community Service (en)
- Corporation for Public Broadcasting
  - Public Broadcasting Service
- Court Services and Offender Supervision Agency (en)
- Defense Nuclear Facilities Safety Board (en)
- Election Assistance Commission (en)
- Environmental Protection Agency
- Equal Employment Opportunity Commission (en)
- Eximbank
- Farm Credit Administration (en)
- Federal Communications Commission
- Federal Deposit Insurance Corporation
- Commission électorale fédérale
- Federal Housing Finance Board (en)
- Federal Labor Relations Authority (en)
- Federal Maritime Commission (en)
- Federal Mediation and Conciliation Service (United States) (en)
- Federal Mine Safety and Health Review Commission (en)
- Réserve fédérale des États-Unis
- Federal Retirement Thrift Investment Board (en)
- Federal Trade Commission (FTC)
- Administration des services généraux
- In-Q-Tel
- Institut des services des musées et des bibliothèques
- Fondation interaméricaine
- International Broadcasting Bureau (en)
- United States Merit Systems Protection Board (en)
- National Aeronautics and Space Administration (NASA)
- National Archives and Records Administration
  - Office of the Federal Register
- National Capital Planning Commission (en)
- National Council on Disability (en)
- National Credit Union Administration (en)
  - Central Liquidity Facility (en)
- National Endowment for the Arts
- Fondation nationale pour les sciences humaines
- National Labor Relations Board
- National Mediation Board (en)
- National Science Foundation
- Conseil national de la sécurité des transports
- Autorité de sûreté nucléaire américaine
- Occupational Safety and Health Review Commission (en)
- United States Congress Office of Compliance (en)
- United States Office of Government Ethics (en)
- Office of Personnel Management
  - Federal Executive Institute (en)
- Office of Special Counsel (en)
- Office of the National Counterintelligence Executive (en)
- Directeur du renseignement national
- Overseas Private Investment Corporation (en)
- Panama Canal Commission
- Corps de la paix
- Pension Benefit Guaranty Corporation (en)
- Postal Regulatory Commission (en)
- Railroad Retirement Board (en)
- Securities and Exchange Commission
- Securities Investor Protection Corporation (en)
- Selective Service System
- Small Business Administration
- Administration de la sécurité sociale
- Tennessee Valley Authority
- United States Trade and Development Agency (en)
- Agence des États-Unis pour le développement international
- Commission du commerce international des États-Unis
- United States Postal Service
- United States Sentencing Commission
- Universal Service Administrative Company (en)

## Pending Government Corporation
- Travel Promotion Act of 2009 (en)

## Inspecteurs généraux
Inspector General (en) (Full list of all sixty nine United States Federal Inspectors General.)

## Boards and commissions
- Administrative Committee of the Federal Register
- American Battle Monuments Commission
- Appalachian Regional Commission (en)
- United States Access Board (en)
- United States Arctic Research Commission (en)
- Arthritis and Musculoskeletal Interagency Coordinating Committee
- Barry M. Goldwater Scholarship (en)
- Broadcasting Board of Governors
- Chemical Safety and Hazard Investigation Board (en)
- Government procurement in the United States (en)
- Chief Financial Officers Act (en)
- Chief Human Capital Officers Council
- Chief Information Officers Council
- Citizens' Stamp Advisory Committee
- Commission des beaux-arts des États-Unis
- Commission des États-Unis sur la liberté religieuse internationale
- Assemblée parlementaire de l'OSCE
- Commission on Wartime Contracting (Will sunset sixty days after issuing final report)
- Javits-Wagner-O'Day Act (en)
- Committee for the Implementation of Textile Agreements
- Comité pour l'investissement étranger aux États-Unis
- Interagency Working Group on Youth Programs (en)
- Defense Acquisition University (en)
- Delaware River Basin Commission (en)
- Denali Commission
- Endangered Species Act de 1973
- Federal Accounting Standards Advisory Board (en)
- Federal Advisory Committee Act (en)
- Federal Executive Boards (en)
- Federal Financial Institutions Examination Council (en)
- Federal Financing Bank
- Federal Geographic Data Committee (en)
- Federal Interagency Committee for the Management of Noxious and Exotic Weeds
- Federal Interagency Committee on Education
- Federal Interagency Council on Statistical Policy
- Federal Laboratory Consortium (en)
- Federal Library and Information Center Committee
- Financial Crisis Inquiry Commission (en)
- Harry S. Truman Scholarship (en)
- Illinois and Michigan Canal National Heritage Corridor Commission
- Indian Arts and Crafts Act of 1990 (en)
- Interagency Alternate Dispute Resolution Working Group
- Interagency Council on Homelessness (en)
- Interstate Commission on the Potomac River Basin
- J. William Fulbright Foreign Scholarship Board (en)
- James Madison Memorial Fellowship Foundation (en)
- Japan-United States Friendship Commission
- Joint Board for the Enrollment of Actuaries (en)
- Joint Fire Science Program
- Marine Mammal Commission
- Migratory Bird Conservation Commission
- Millennium Challenge Account
- Mississippi Valley Division
- Morris K. Udall Foundation (en)
- National Bipartisan Commission on the Future of Medicare
- National Indian Gaming Commission (en)
- National Commission on the BP Deepwater Horizon Oil Spill and Offshore Drilling
- National Park Foundation
- Northwest Power and Conservation Council (en)
- Autorité de sûreté nucléaire américaine
- Nuclear Waste Technical Review Board
- Presidential Commission for the Study of Bioethical Issues
- President's Council on Physical Fitness and Sports (en)
- Presidents Management Council
- Presidio de San Francisco
- Privacy and Civil Liberties Oversight Board (en)
- Office of Information and Regulatory Affairs (en)
- Social Security Advisory Board
- Susquehanna River Basin Commission (en)
- Taxpayer Advocacy Panel
- United States Holocaust Memorial Museum
- Veterans Day National Committee
- Vietnam Educational Foundation
- Presidential Scholars Program (en)
- National moment of remembrance (en)

## Agences quasi-officielles
- Legal Services Corporation (en)
- Smithsonian Institution
- John F. Kennedy Center for the Performing Arts
  - National Symphony Orchestra
- State Justice Institute
- Institut des États-Unis pour la paix

## Private Regulatory Corporation
- Public Company Accounting Oversight Board
- Internet Corporation for Assigned Names and Numbers

## Self Regulatory Boards
- Financial Industry Regulatory Authority
- Municipal Securities Rulemaking Board (en)
- National Futures Association (en)

## Government Enterprises
- Federal Agricultural Mortgage Corporation (en)
- Federal Home Loan Mortgage Corporation
- Federal National Mortgage Association
- NeighborWorks America (en)
- SLM Corporation

## Source
- (en) Cet article est partiellement ou en totalité issu de l’article de Wikipédia en anglais intitulé « List of federal agencies in the United States » (voir la liste des auteurs).